# 山本まつよ
山本 まつよ（やまもと まつよ、1923年 - 2021年11月27日 ）は、日本の翻訳家、児童文学研究家。

## 略歴
岡山県岡山市出身。神戸女学院高等部英語師範科卒業。
山陽新聞の記者として働いていた1949年に、アメリカの招待で新聞社の代表としてアメリカに派遣され、新聞事情を学ぶ。翌年、ミズーリ大学でジャーナリズムを学び、帰国後、1962年までアジア財団日本支部に勤めた。
石井桃子との出会いを機に、児童文学に関心を寄せ、「子ども文庫の会」を設立。児童書の翻訳と、家庭文庫の普及に努めた。みずからも「わかば文庫」を運営しながら、1980年創刊の『季刊 子どもと本』の刊行や、児童書に関するセミナーで、子どもの本を選ぶことの重要性を伝えた。
1988年の「ちびくろ・さんぼ」の絶版に際しては、子ども不在の形で論争が行われたことなどに対して批判的な立場を取り、1989年に、原著の主人公のとおりインドの子どもとした形で、新たな絵・装丁の『ブラック・サンボくん』を刊行した。
アジア財団時代のフィリピン見学を契機に、その国の人や手仕事に関心を抱く。1975年には『季刊 フィリピナス』を4号まで発行し、その後もフィリピン関連文学を翻訳した。1970年代からフィリピンの布やかごの手仕事の蒐集を続け、コレクションを持った。

## 主な翻訳作品

### 児童文学
- 『三びき荒野を行く』（シーラ・バーンフォード（英語版）、あかね書房） 1965　NDLJP:1656333
- 『ルーシーの家出』（キャサリン・ストー、子ども文庫の会） 1967
- 『ルーシーのぼうけん』（キャサリン・ストー、子ども文庫の会） 1967
- 『燃えるアッシュ・ロード』（アイバン・サウスオール、石井桃子共訳、中川宗弥絵、子ども文庫の会） 1968　NDLJP:1655154
- 『黒ネコの王子カーボネル』（バーバラ・スレイ（英語版）、大社玲子絵、子ども文庫の会） 1980、のち岩波少年文庫
- 『ブラック・サンボくん』（ヘレン・バンナーマン、阪西明子絵、子ども文庫の会） 1989
- 『ギリシアの神々の物語』（ロジャー・ランスリン・グリーン（英語版）、子ども文庫の会） 1996
- 『ラーマーヤナ』（エリザベス・シーガー（英語版）、子ども文庫の会） 2006
- 『赤ぼうしちゃん』（グリム童話、マーレンカ・ステューピカ（英語版）絵、子ども文庫の会） 2009
- 『ぼくはなにいろのネコ？』（ロジャー・デュボアザン（英語版）、子ども文庫の会） 2018

### フィリピン関係
- 『フィリピンのこころ』（メアリー・ラセリス・ホルンスタイナー（英語版）編、文遊社） 1977
- 『仮面の群れ』（フランシスコ・ショニール・ホセ、めこん） 1984
- 『二つのヘソを持った女』（ニック・ホアキン、めこん） 1988
- 『民衆』上・下（フランシスコ・ショニール・ホセ、めこん） 1991